# سرزندگی شهری
سرزندگی شهری (به انگلیسی: Urban vitality) کیفیت فضاهایی در شهرها است که توانایی جذب افراد ناهمگون برای انواع فعالیت‌ها در برنامه‌های زمانی مختلف را دارد. مناطق شهری با سرزندگی بالا به عنوان مناطقی از شهر سرزنده، زنده یا پویا تلقی می‌شوند و تمایل دارند که مردم را برای انجام فعالیت‌ها، قدم زدن یا اقامت خود جذب کنند. با این حال، مناطقی با نشاط کم افراد را از خود دور می‌کنند و می‌توانند ناامن تلقی شوند. سرزندگی شهری عاملی است که در نتیجهٔ جذابیت فضاها و رضایت شهروندان حاصل می‌شود و در نهایت سبب به ایجاد فضایی زیست‌پذیر می‌گردد. 
سرزندگی یکی از مؤلفه‌های سازنده کیفیت طراحی شهری یک محیط است. به گفتهٔ سقراط در قرن پنجم قبل از میلاد، هدف اصلی از ایجاد شهر، تأمین نشاط و خوشبختی شهروندان است. شهر بارزترین نمود تمایل و نیاز بشر به منزلهٔ کالبدی است و به واسطهٔ حضور و حرکت انسان جان می‌گیرد و به حیات خود ادامه می‌دهد. لازمهٔ سرزندگی در فضاهای شهری حضور مردم است، حیات و سرزندگی خود در میان جمع بودن است و آنچه به یک فضا زندگی می‌بخشد مردم و حضور فعال و پرشور و نشاط آنها در فضاست؛ بنابراین فضایی سرزنده است که حضور قابل توجهی از افراد و تنوع آن‌ها به لحاظ سن و جنس در ساعات مختلف روز در آن حضور مستمر و ماندگاری داشته باشند.نبود وسعت نظر و جامع‌نگری در برنامه‌ریزی و طراحی فضا سبب گردیده‌است تا فضاها بدون حس سرزندگی، نشاط و شادابی کافی باشند.

## تعاریف سرزندگی در طول تاریخ
در طول تاریخ نظریه‌پردازان، تعاریف مختلفی از کیفیت سرزندگی ارائه کرده‌اند:
کوین لینچ(۱۹۸۱): تعریف لینچ از سرزندگی چنین است: هماهنگی محیط با نیازهای بیولوژیکی انسان و میزانی که فرم مکان‌ها، بقای زیست‌محیطی انسان و دیگر جانداران زنده مفید به لحاظ اقتصادی برای انسان را تأمین می‌کنند. محیطی به عنوان محیط سرزنده محسوب می‌شود که سلامت و بهزیستی افراد و بقای موجودات زنده را تأمین کند.
جین جیکوبز(۱۹۹۶): جیکوبز سرزندگی خیابان را امکان برقراری برخوردها و تعامالت مفید بین افراد و تماشا کردن دیگران می‌داند. وی پویایی و احساس زنده بودن شهر را در گرو مراکز شهری پیچیده، متراکم و پرازدحام می‌داند. او معتقد است برای خلق تنوع در خیابان‌ها و نواحی شهری و درنتیجه سرزندگی شهری، ۴ اصل وجود دارد: ۱)ترجیحا محدوده دارای بیش از دو کارکرد اصلی باشد؛ ۲)غالب بلوک‌های مسکونی کوتاه باشند؛ ۳)منطقه ترکیبی از ساختمان‌هایی با سن و شرایط مختلف باشد؛ ۴)تراکم کافی مردم، صرف نظر از علت حضورشان و خوانایی، وجود داشته باشد. در واقع سرزندگی را بر سه اصل «تنوع کاربری»، «تنوع کالبدی» و «تنوع فعالیت» پایدار می‌داند.
یان‌گل(۱۹۷۱): در نظر یان‌گل محیطی سرزنده است که در آن فعالیت‌های «اختیاری» و «اجتماعی» در دامنهٔ نسبتاً گسترده‌ای از زمان جریان دارد. یان‌گل در مطالعات خود بیشتر به بحث مسائل اجتماعی پرداخته‌است ازاین‌رو فضایی را از این نظر سرزنده می‌داند که امکان عبور و مرور آهسته و فعالیت پیاده فراهم باشد. شهر سرزنده از دید یان‌گل شهری است که فضاهای عمومی در آن دارای عملکرد و کارایی هستند چرا که این فضاهای بیرونی دعوت کننده بوده و به آسانی قابل استفاده هستند. وی با تأکید بر ضرورت تحلیل فضای میان ساختمان‌ها، موضوعات مطرح در طراحی را این‌گونه اولویت‌بندی می‌کند: «نخست زندگی، بعد فضا و سپس ساختمان‌ها». توضیح می‌دهد آنچه که شهر سرزنده حقیقتاً نیاز دارد، ترکیبی از فضای شهری پُرکشش و انبوه انسان‌هایی است که تمایل به استفاده از آن دارند. به باور او فضای پرتراکم با برنامه‌ریزی ضعیف، ایجاد فضای شهری خوب را با مشکل مواجه کرده‌است و در نتیجه زندگی شهر را بی‌روح می‌کند.
چارلز لاندری (۲۰۰۰): چارلز لاندری مفهوم سرزندگی را به گونه‌ای متفاوت بررسی نموده‌است. او سرزندگی و زیست‌پذیری را مجزا تعریف کرده و با چهار رویکرد عمده و به شکل موضوعی به مسئله پرداخته‌است. لاندری ۹ معیار مؤثر را برای شناسایی شهر سرزنده و زیست‌پذیر برمی‌شمارد: تراکم مفید افراد، تنوع، دسترسی، ایمنی و امنیت، هویت و خوانایی، خلاقیت، ارتباط و تشریک مساعی، ظرفیت سازمانی و رقابت. او در مقایسه با دیگر افراد، با دید جامع‌تری، سرزندگی را به شکل موضوعی بررسی کرده و به عوامل مؤثر بر آن اشاره نموده‌است.
بحرینی (۲۰۰۳): سرزندگی را به همراه مؤلفه‌های :حس زندگی و هیجان، وجود مراکز حیاتی، تراکم زیاد در جوار مراکز و جاده‌های اصلی، فعالیت‌های کنار خیابان، فعالیت‌های مستمر یا غیر مستمر و فضاهای جالب و مهیج تعریف می‌کند.
پاکزاد (۲۰۰۳): پاکزاد تنوع و فعالیت‌پذیری را به عنوان دو مؤلفه تأثیرگذار در سرزندگی فضاهای شهری می‌داند. همچنین وی معتقد است حیات و زندگی فرد در میان جمع بودن است و همین‌طور آنچه به یک فضا زندگی می‌بخشد، مردم و حضور فعال و پرشور و نشاط آن‌ها در فضاست.
گلکار (۲۰۰۷): گلکار سرزندگی را به عنوان یکی از مؤلفه‌های سازنده کیفیت طراحی شهری تعریف می‌نماید، به عبارت دیگر معتقد است سرزندگی به همراه ۱۱ کیفیت دیگر شامل خوانایی، شخصیت بصری، حس زمان، غنای حسی، رنگ تعلق، آموزندگی، نفوذپذیری و حرکت، اختلاط کاربری و فرم، همه شمول بودن، کیفیت عرصه همگانی، آسایش اقلیمی، ایمنی و امنیت، انعطاف‌پذیری، همسازی با طبیعت، انرژی-کارایی و پاکیزگی محیطی، پدیده ای به نام کیفیت طراحی شهری را می‌آفریند.

## سطوح سرزندگی شهری
با توجه به تعریفی که گلکار از سرزندگی شهری ارائه می‌کند، سرزندگی را می‌توان در دو سطح خرد و کلان تعریف نمود؛ در سطح خرد سرزندگی شهری را قابلیت مکان برای تأمین تنوعی از فعالیت‌ها و استفاده کنندگان با هدف تنوع تجربیات و تعاملات اجتماعی به گونه ای که امنیت، برابری و راحتی را برای همه استفاده کنندگان اعم از پیر و جوان فراهم آورد؛ در نظر گرفت. همچنین می‌توانیم از تعریف و طبقه‌‎بندی یان‌گل استفاده کنیم و محیط‌هایی را سرزنده بنامیم که  در آن فعالیت‌های «اختیاری» و «اجتماعی» در دامنهٔ نسبتاً گسترده‌ای از زمان جریان دارد. در سطح خرد شاخص‌های سرزندگی شامل میزان تراکم افراد پیاده در محل، تعداد، تنوع و ماهیت قرارگاه‌های رفتاری موجود و نیز وجود فعالیت‌های موسمی، آهنگ و سرعت شهری، تنوع استفاده کنندگان، تنوع فرم در منظر شهری و... می‌شود. در سطح کلان، تعریف جامع آن لازم است رابطه ی سرزندگی شهری با دیگر کیفیت‌های شهری سنجیده شود. درواقع کیفیت‌های شهری، عناوینی هستند که با اطلاق به یکدیگر، کیفیت شهری را پدید آورده‌اند. یعنی نمیتوان شهری را سرزنده دانست اگر شهر ضعف امنیت و ایمنی داشته باشد، انعطاف پذیر نباشد، به سبب عدم خوانایی غنای حسی وجود نداشته باشد و... پس در سطح کلان سرزندگی را میتوان مشخصه‌ای شهری تعریف کرد که با مجموعه ای از کیفیت‌های کالبدی و غیر کالبدی و سیستم‌های سازمانی، امکان زندگی سعادتمندانه برای شهروندان به ارمغان بیاورد.

## مؤلفه‌های سرزندگی شهری
ایمنی و امنیت: در ایجاد ایمنی و امنیت پیاده‌روها کنترل تردد سواره، طراحی مناسب فضا، نورپردازی و پارکینگ‌های امن عوامل تاثیرگذار هستند.این مؤلفه در پیاده‌راه‌ها بسیار مهم است، تردد خودرو و موتورسیکلت در پیاده‌راه‌ها باید کنترل شود و تعداد تقاطع‌های پیاده و سواره به حداقل برسد. طراحی باید به گونه‌ای باشد که فضا در داخل بدنه‌ها قابل نظارت باشد. روشنایی و نورپردازی فضایی از عناصر مهمی است که باعث حضور مردم در فضا را می‌شود. روشنایی مطلوب در شب میتواند ایجاد حس امنیت و آسایش برای تردد ساکنین را فراهم سازد. نور میتواند در درک محیط تأثیرگذار باشد، میتواند محیط را روحانی، دعوت‌کننده، گرم، صمیمی، دلباز یا  مهیج نماید و از این رو میتواند باعث سرزندگی محیط شود. 
بهره‌گیری از عناصر طبیعی:  از نظر زیبایی شناسی تماشای درختان و گیاهان رنگارنگ، انسان را به آرامش و آسایش فکری می‌رساند. فضای سبز در جهت ایجاد تعادل عصبی انسان نقش عمده‌ای ایفا میکند. گیاهان با توجه به  ظاهر بصری خود میتوانند در تزئین محیط و ایجاد چشم اندازی مطلوب کمک کنند. فضای سبز علاوه بر پاکسازی هوا، در بهبود شرایط زیست محیطی شهر و شرایط  ساختاری و بصری آن نقش مهمی دارد. از عناصری که می تواند به سرزندگی در محیط کمک کند، کاشت گیاهان و به ویژه گیاهان بومی منطقه است. استفاده از گیاهان محل یا منطقه نشان می‌دهد که ما در چه نقطه‌ای از کشور هستیم و ازاین‌رو تنوع زیستی بیشتری نیز فراهم می‌شود. بنابراین منظرسازی فضاها به‌وسیله ی درختان، گل‌ها و آبنماها میسر می‌شود. آبنماها، میتوانند مرکز فعالیت به ویژه فعالیت کودکان باشند، از این رو طراحی فضاهایی با عناصر طبیعی میتوانند محل تجمع جمعیت و شکل‌گیری گره‌های جمعیتی بسیاری باشند که خود باعث ایجاد سرزندگی در فضاهای شهری می‌شوند. پاکیزگی هوا و محیط، همسازی با طبیعت، آسایش اقلیمی و شرایط آب و هوایی از دیگر عوامل تاثیر گذار بر این مولفه هستند.
دسترسی پذیری: قابلیت دسترسی، سختی رسیدن به خدمات یا فرصت‌ها از یک مکان تعریف می‌شود. دسترسی پذیری در کیفیت سرزندگی شهری به معنای امکان دستیابی آسان و بدون محدودیت به خدمات شهری و فضاهای مختلف در شهر است. دسترسی به مواردی مانند حمل و نقل عمومی، فضای عمومی، ساختمان‌ها و تجهیزات عمومی، فضای سبز، خدمات اساسی، فضاهای فرهنگی و هنری، فضاهای کار، فناوری، امنیت و پایداری محیطی می‌شود. دسترسی پذیری به این عوامل، به شهروندان امکان می‌دهد تا به راحتی تسهیلات شهری استفاده کنند و در محیطی مناسب و پویا، از فرصت‌ها بهره ببرند و فضایی سرزنده ایجاد کنند.
جذابیت بصری و زیبایی‌شناسی: فضاهای شهری، بخشی از شهر است که همه افراد به آن دسترسی فیزیکی و بصری دارند. این فضاها بستری برای فعالیت‌های انسانی و برقراری ارتباطات اجتماعی هستند. نمای ساختمان‌ها به فضاهای بیرون، این محیط کالبدی را شکل می‌دهند و مجموعه این نماها، چهره واقعی شهر و شهروندان را نشان می‌دهد. از این رو، در جهت کنترل اجتماعی و رضایت مردم، بهبود کیفیت محیط شهری از اهمیت زیادی برخوردار است. هدف از این‌کار، تقویت تعامل اجتماعی، هویت کالبدی شهر و هویت اجتماعی شهروندان است. برای دستیابی به این اهداف، عوامل مختلفی اثرگذارند، ضوابط و کیفیت معماری نماها، رنگ، فرم، روشنایی و نور در شب، فضای سبز، تبلیغات شهری، مبلمان شهری، المان‌ها و مونومان‌ها و سایر عوامل مرتبط.
غنای حسی: با ایجاد غنای حسی در سرزندگی شهری، می‌توان شهرها را به محیطی مهیج و متنوع تبدیل کرد که افراد را به سمت زندگی شادتر سوق می‌دهد. غنای حسی در سرزندگی شهری، به عنوان یک عامل مهم، تأثیر قابل توجهی بر کیفیت زندگی افراد و ارتباطات اجتماعی آن‌ها با یکدیگر دارد. وجود غنای حسی در شهر، محیطی زیبا و دلنشین را برای افراد فراهم می‌کند و آن‌ها را به سمت تفریح، تعامل و تجربه‌های مثبت در فضاهای عمومی جذب می‌کند. این امر می‌تواند باعث ایجاد ارتباطات اجتماعی مؤثرتر افزایش رضایتمندی و افزایش حس تعلق به شهر و منجر شود. به منظور ایجاد غنای حسی در محیط شهری، نیاز است عوامل مختلفی مانند طراحی فضاها، استفاده از رنگ‌های مناسب، مدیریت صداها و ایجاد تنوع در بوها و طعم‌ها را درنظر بگیریم. 
انعطاف پذیری: هنگامی می‌توان گفت یک فضا انعطاف پذیر است که در هنگام تغییرات فضایی همچنان به نیازهای کاربران آن پاسخ دهد. انعطاف پذیری درواقع به مفهوم توانایی و قدرت فضا در هماهنگی سریع خود در مواجهه با بحران‌ها اشاره می‌کند. به عبارتی مکان‌هایی که به دلیل امکانات ، ابعاد فضا، وجود سطوح مختلف در یک زمان پاسخگوی عملکردهای مختلف باشد. پس باتوجه به تعاریفی که از انعطاف‌پذیری وجود دارد می‌توان گفت هنگامی که یک محیط در برابر بحران‌ها و شرایط گوناگون قابل تغییر باشد و بتواند خود را با شرایط جدید سازگار کند، می‌تواند پاسخدهی بهتری نیز به ساکنین و کاربران محیط داشته باشد. از این رو موجب سرزندگی بیشتر و بهتر یک فضا می‌شود. انعطاف پذیری مبلمان، انعطاف‌پذیری در خیابان، سازگاری کاربریها و تنوع فعالیتها از عوامل تاثیرگذار بر این مؤلفه هستند.